# 獅頭蟲
獅頭蟲（學名：Leonaspis）是生存在晚奧陶紀至中泥盆紀海洋中的一屬三葉蟲。這類三葉蟲具有寬闊的頭部，延長至側面和尾部異常結實的頰刺處，還長有小而略為朝上的眼睛。胸部有筆直的肋溝，胸節10節，肋區寬闊，每節的末梢都延伸出結實的棘刺。尾甲上也長有刺。

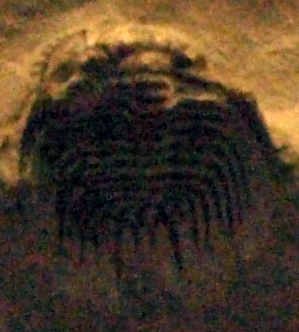
Leonaspis deflexa

## 外部連結
- Leonaspis in the Paleobiology Database